# Калифорнийская долина
Калифорнийская долина (англ. Central Valley of California) — обширная, плоская долина в центральной части штата Калифорния, США.
Ограничена Каскадными горами с севера, хребтами Сьерра-Невада с востока, Береговыми хребтами с запада и горами Техачапи с юга. Протяженность долины с севера на юг составляет около 600 км. Её северная часть также известна как долина Сакраменто, а южная часть, как долина Сан-Хоакин, граница которых проходит в районе дельты рек Сакраменто и Сан-Хоакин.
В долине развито высокопродуктивное орошаемое земледелие и животноводство.